# Federico di Schaumburg-Lippe
Principe Federico di Schaumburg-Lippe ((DE)   Prinz Friedrich Georg Wilhelm Bruno zu Schaumburg-Lippe; Castello di Ratibořice, 30 gennaio 1868 – Kudowa-Zdrój, 12 dicembre 1945) è stato un principe tedesco e capo del ramo Náchod della casa principesca di Schaumburg-Lippe.

## Biografia
Federico nacque nel Castello di Ratibořice in Boemia (attuale Ratibořské Hory, come terzogenito e secondo figlio maschio del Principe Guglielmo di Schaumburg-Lippe (1834–1906), (figlio di Giorgio Guglielmo, Principe di Schaumburg-Lippe e della Principessa Ida di Waldeck and Pyrmont) e di sua moglie, la Principessa Batilde di Anhalt-Dessau (1837–1902), (figlia del Principe Federico Augusto di Anhalt-Dessau e della Langravia Maria Luisa Carlotta d'Assia-Kassel). Nel 1891, sua sorella Carlotta diventò regina consorte di Württemberg come seconda moglie di Guglielmo II di Württemberg.

## Primo matrimonio
Federico si sposò la prima volta il 5 maggio 1896 nel Palazzo di Amalienborg a Copenaghen con la Principessa Luisa di Danimarca, figlia del Principe della Corona Federico di Danimarca, e di sua moglie, la Principessa Luisa di Svezia. Il matrimonio fu infelice e la Principessa Luisa trascorreva molto tempo a visitare la sua famiglia, rimanendo per 2 o 3 mesi di seguito. Anche suo padre le faceva visita ogni anno.
La Principessa Luisa morì nel castello di Ratibořice il 4 aprile 1906. la causa ufficiale della morte della Principessa Luisa era "infiammazione cerebrale" causata da meningitis, dopo settimane di malattia. Si dice che abbia tentato di annegarsi nel lago del castello nella proprietà di suo marito, Ratiboritz, al punto da infreddolirsi, portandola infine alla morte. Federico e Luisa ebbero tre figli:
- Principessa Maria Luisa Dagmar Batilde Carlotta of Schaumburg-Lippe (10 febbraio 1897 - 1º ottobre 1938). Sposò il Principe Federico Sigismondo di Prussia ed ebbe figli. Il principe Federico Sigismondo morì a causa di una caduta da cavallo.
- Principe Cristiano Nicola Guglielmo Federico Alberto Ernesto di Schaumburg-Lippe (20 febbraio 1898 - 13 luglio 1974). Sposò sua cugina, la Principessa Feodora di Danimarca ed ebbero figli.
- Principessa Stefania Alessandra Erminia Thyra Xenia Batilde Ingeborg di Schaumburg-Lippe (19 dicembre 1899 - 2 maggio 1925). Sposò Vittorio Adolfo, Principe di Bentheim e Steinfurt ed ebbe due figli maschi: il Principe Alexis ed il Principe Christian. ed ebbe due figli. Stefania morì di parto con due gemelli. Entrambi i bambini morirono il 2 maggio 1925, uno nacque morto e l'altro visse solo poche ore.

## Secondo matrimonio
Federico sposò il 26 maggio 1909 a Dessau la principessa Antonietta di Anhalt, figlia di Leopoldo, principe ereditario di Anhalt e di sua moglie, la principessa Elisabetta d'Assia-Kassel. Ebbero due figli:
- Principe Leopoldo Federico Guglielmo Edoardo Alessandro di Schaumburg-Lippe (21 febbraio 1910 - 25 gennaio 2006);
- Principe Guglielmo Federico Carlo Adolfo Leopoldo Hilderich di Schaumburg-Lippe (24 agosto 1912 - 4 marzo 1938).

## Morte
Morì il 12 dicembre 1945. Previo accordo tra le autorità polacche e ceche, il suo corpo fu trasferito a Náchod e venne sepolto nel vecchio cimitero militare, nei pressi del castello di Nachod.

## Titoli e trattamento
- 30 gennaio 1868 - 12 dicembre 1945: Sua Altezza Serenissima Principe Federico di Schaumburg-Lippe

## Ascendenza
|                                                 |                                                |                                                  | Genitori                                                 |  |  | Nonni |  |  | Bisnonni                              |  |  | Trisnonni                                    |  |
|                                                 |                                                |                                                  |                                                          |  |  |       |  |  | Filippo II, Conte di Schaumburg-Lippe |  |  | Federico Ernesto, Conte di Lippe-Alverdissen |  |
|                                                 |                                                |                                                  |                                                          |  |  |       |  |  | Filippo II, Conte di Schaumburg-Lippe |  |  | Federico Ernesto, Conte di Lippe-Alverdissen |  |
|                                                 |                                                | Elisabetta Filippina di Friesenhausen            |                                                          |  |  |       |  |  | Filippo II, Conte di Schaumburg-Lippe |  |  |                                              |  |
| Giorgio Guglielmo, Principe di Schaumburg-Lippe |                                                |                                                  |                                                          |  |  |       |  |  | Filippo II, Conte di Schaumburg-Lippe |  |  |                                              |  |
|                                                 |                                                | Langravia Giuliana d'Assia-Philippsthal          | Guglielmo, Langravio d'Assia-Philippsthal                |  |  |       |  |  |                                       |  |  |                                              |  |
|                                                 |                                                | Langravia Giuliana d'Assia-Philippsthal          | Guglielmo, Langravio d'Assia-Philippsthal                |  |  |       |  |  |                                       |  |  |                                              |  |
|                                                 |                                                | Langravia Giuliana d'Assia-Philippsthal          | Langravia Ulrica Eleonora d'Assia-Philippsthal-Barchfeld |  |  |       |  |  |                                       |  |  |                                              |  |
| Principe Guglielmo di Schaumburg-Lippe          |                                                | Langravia Giuliana d'Assia-Philippsthal          |                                                          |  |  |       |  |  |                                       |  |  |                                              |  |
|                                                 |                                                | Giorgio I, Principe di Waldeck e Pyrmont         | Carlo Augusto, Principe di Waldeck e Pyrmont             |  |  |       |  |  |                                       |  |  |                                              |  |
|                                                 |                                                | Giorgio I, Principe di Waldeck e Pyrmont         | Carlo Augusto, Principe di Waldeck e Pyrmont             |  |  |       |  |  |                                       |  |  |                                              |  |
|                                                 |                                                | Giorgio I, Principe di Waldeck e Pyrmont         | Contessa Palatina Cristiana Enrichetta di Zweibrücken    |  |  |       |  |  |                                       |  |  |                                              |  |
| Principessa Ida di Waldeck e Pyrmont            |                                                | Giorgio I, Principe di Waldeck e Pyrmont         |                                                          |  |  |       |  |  |                                       |  |  |                                              |  |
|                                                 |                                                | Principessa Augusta di Schwarzburg-Sondershausen | Augusto II, Principe di Schwarzburg-Sondershausen        |  |  |       |  |  |                                       |  |  |                                              |  |
|                                                 |                                                | Principessa Augusta di Schwarzburg-Sondershausen | Augusto II, Principe di Schwarzburg-Sondershausen        |  |  |       |  |  |                                       |  |  |                                              |  |
|                                                 |                                                | Principessa Augusta di Schwarzburg-Sondershausen | Principessa Cristina di Anhalt-Bernburg                  |  |  |       |  |  |                                       |  |  |                                              |  |
| Principe Federico di Schaumburg-Lippe           |                                                | Principessa Augusta di Schwarzburg-Sondershausen |                                                          |  |  |       |  |  |                                       |  |  |                                              |  |
|                                                 | Federico, Principe Ereditario di Anhalt-Dessau | Leopoldo III, Duca di Anhalt-Dessau              |                                                          |  |  |       |  |  |                                       |  |  |                                              |  |
|                                                 | Federico, Principe Ereditario di Anhalt-Dessau | Leopoldo III, Duca di Anhalt-Dessau              |                                                          |  |  |       |  |  |                                       |  |  |                                              |  |
|                                                 | Federico, Principe Ereditario di Anhalt-Dessau | Margravia Luisa di Brandeburgo-Schwedt           |                                                          |  |  |       |  |  |                                       |  |  |                                              |  |
| Principe Federico Augusto di Anhalt-Dessau      | Federico, Principe Ereditario di Anhalt-Dessau |                                                  |                                                          |  |  |       |  |  |                                       |  |  |                                              |  |
|                                                 |                                                | Langravia Amalia d'Assia-Homburg                 | Federico V, Langravio d'Assia-Homburg                    |  |  |       |  |  |                                       |  |  |                                              |  |
|                                                 |                                                | Langravia Amalia d'Assia-Homburg                 | Federico V, Langravio d'Assia-Homburg                    |  |  |       |  |  |                                       |  |  |                                              |  |
|                                                 |                                                | Langravia Amalia d'Assia-Homburg                 | Langravia Carolina d'Assia-Darmstadt                     |  |  |       |  |  |                                       |  |  |                                              |  |
| Principessa Batilde di Anhalt-Dessau            |                                                | Langravia Amalia d'Assia-Homburg                 |                                                          |  |  |       |  |  |                                       |  |  |                                              |  |
|                                                 |                                                | Langravio Guglielmo d'Assia-Kassel               | Langravio Federico d'Assia-Kassel                        |  |  |       |  |  |                                       |  |  |                                              |  |
|                                                 |                                                | Langravio Guglielmo d'Assia-Kassel               | Langravio Federico d'Assia-Kassel                        |  |  |       |  |  |                                       |  |  |                                              |  |
|                                                 |                                                | Langravio Guglielmo d'Assia-Kassel               | Principessa Carolina di Nassau-Usingen                   |  |  |       |  |  |                                       |  |  |                                              |  |
| Langravia Maria Luisa Carlotta d'Assia-Kassel   |                                                | Langravio Guglielmo d'Assia-Kassel               |                                                          |  |  |       |  |  |                                       |  |  |                                              |  |
|                                                 |                                                | Principessa Luisa Carlotta di Danimarca          | Federico, Principe Ereditario di Danimarca               |  |  |       |  |  |                                       |  |  |                                              |  |
|                                                 |                                                | Principessa Luisa Carlotta di Danimarca          | Federico, Principe Ereditario di Danimarca               |  |  |       |  |  |                                       |  |  |                                              |  |
|                                                 |                                                | Principessa Luisa Carlotta di Danimarca          | Duchessa Sofia Federica di Meclemburgo-Schwerin          |  |  |       |  |  |                                       |  |  |                                              |  |
|                                                 |                                                | Principessa Luisa Carlotta di Danimarca          |                                                          |  |  |       |  |  |                                       |  |  |                                              |  |